# Biscotti allo zenzero
I biscotti allo zenzero sono popolari biscotti  aromatizzati alla cannella tipici di vari Paesi del nord Europa e dei Paesi del Commonwealth. I biscotti allo zenzero sono insaporiti con sciroppo di melassa, con la polvere di zenzero e un insieme di altre spezie tra cui cannella e noce moscata.

## Terminologia
Comunemente, i biscotti allo zenzero sono conosciuti come ginger snaps, da cui hanno avuto origine. Nel Regno Unito, nell'Isola di Man, in Australia e Nuova Zelanda e nelle ex colonie dell'impero britannico vengono chiamati con il nome ginger nuts, da non confondere con i pepper nuts (biscotti al pepe), una loro variante di diametro più piccolo e più spessi.
I biscotti allo zenzero della McVitie's sono stati classificati tra i dieci migliori biscotti da inzuppare nel tè.
I ginger nuts sono i biscotti più popolari in Nuova Zelanda per la loro resistenza anche dopo essere stati inzuppati. La prima tra le fabbriche di produzione dolciaria Griffin's Food ha stimato che se ne producano all'incirca 60 milioni l'anno, dato da cui trae il suo titolo il libro 60 Million Gingernuts, una relazione sugli archivi economici della Nuova Zelanda.
Nel nord Europa sono anche chiamati pan di zenzero o brunkage ("biscotti marroni") in danese, pepparkakor in svedese, piparkakut in finlandese, piparkūkas in lettone, piparkoogid in estone e pepperkaker ("biscotti al pepe") in norvegese.
Nella preparazione, quando vengono stesi sono molto fini e tagliati in diverse forme; sono molto lisci e sottili, quindi anche più croccanti e in alcuni casi anche più saporiti del resto delle varianti di altri paesi. I chiodi di garofano, la cannella e il cardamomo sono i principali ingredienti dei pepparkakor, in cui il sapore dello zenzero è impercettibile. In passato per aromatizzare si usava il pimento che fu poi sostituito con i chiodi di garofano.
Negli Stati Uniti il loro nome più comune è ginger snaps e sono generalmente dei biscotti tondi, più spessi dei pepparkakor, caratteristici per le crepe sulla superficie. Una delle ricette prevede lo sciroppo d’acero.